# 全球发展和南南合作基金
全球发展和南南合作基金，原称南南合作援助基金，中华人民共和国设立的对外援助基金，旨在支持发展中国家可持续发展。

## 历史
2015年9月26日，中共中央总书记、中国国家主席习近平出席联合国发展峰会时宣布将设立“南南合作援助基金”，首期提供20亿美元，支持发展中国家落实2030年可持续发展议程。
2017年5月，习近平在第一届一带一路国际合作高峰论坛开幕式上宣布向南南基金增资10亿美元。
2022年6月24日，习近平在主持全球发展高层对话会时宣布，中国将把南南合作援助基金升级为“全球发展和南南合作基金”，在30亿美元基础上增资10亿美元，支持开展全球发展倡议合作。